# عصام شاهين
عصام شاهين هو ممثل مصري بدأ مسيرته الفنية في عام 1995 بدور أيمن شكري في مسلسل ليالي الحلمية الجزء الخامس. أشتهر لقيامه بدور عم حسين في برنامج عالم سمسم.

## أعماله

### أفلام
- 1995:امرأة هزت عرش مصر
- 1997:حلق حوش
- 1998: 48 ساعة في إسرائيل
- 1999:ولا في النية أبقى
- 1999:كلام الليل
- 1999:البراءة (فيلم قصير)
- 1999:الإمبراطورة
- 2008:حسن ومرقص
- 2009:حفل زفاف
- 2013:متعب وشادية
- 2014:زجزاج
- 2020: فيرس

### مسلسلات
- 1995:ليالي الحلمية ج5
- 1996:شقة الحرية
- 1996:ترويض الشرسة
- 1996:أبو العلا 90
- 1997:قلوب في العاصفة
- 1997:ضد التيار
- 1997:زيزينيا ج1: الولي والخواجة
- 1997:الحاوي
- 1999:صدق الله العظيم ج2
- 1999:بدارة
- 1999:الذئب
- 2000:سلمى يا سلامة
- 2000:رجل طموح
- 2000:حديقة الشر
- 2000:بيت الزعفراني
- 2000:أوبرا عايدة
- 2001:سوق العصر
- 2001:حمزة وبناته الخمسة
- 2002:وحلقت الطيور نحو الشرق
- 2003:ملك روحي
- 2003:مسألة مبدأ
- 2003:ثورة الحريم
- 2003:الليل وآخره
- 2004:ملح الأرض
- 2005:سلالة عابد المنشاوي
- 2005:السيرة العاشورية: الحرافيش ج2
- 2006:دائرة الاشتباه
- 2007:حق مشروع
- 2007:أولاد الليل
- 2008:عزيز على القلب
- 2008:ذكريات الزمن القادم
- 2009:مسلسلات كوم
- 2009:البوابة الثانية
- 2011:تلك الليلة
- 2012:فرقة ناجي عطا الله
- 2012:بنات x بنات
- 2015:ولاد السيدة
- 2015:الصندوق الأسود
- 2016:مملكة يوسف المغربي
- 2017:الدخول في الممنوع
- 2020:يا أنا يا جدو